# Sherlock Holmes, a mesterkopó
A Sherlock Holmes, a mesterkopó (名探偵ホームズ; Meitantei Hómuzu; Hepburn: Meitantei Hōmuzu; Meitantei Holmes; olasz címén Il fiuto di Sherlock Holmes; angol címén Sherlock Hound) olasz–japán animesorozat, amely Sir Arthur Conan Doyle Sherlock Holmes sorozata alapján készült, szereplőit antropomorf kutyafélékként ábrázolva. A sorozatban megjelenik a 19. század végi vernei steampunk is. A sorozat a japán Tokyo Movie Shinsha és az olasz RAI gyártásában készült, az epizódok egy részét Mijazaki Hajao rendezte, zenéjét Haneda Kentaró szerezte.

## Cselekmény
Sherlock Holmesra, a mesterdetektívre és társára, Dr. Watsonra számos rejtélyes bűneset megoldása vár, melyek mögött rendszerint Moriarty professzor agyafúrt terve áll.

## Szereplők
Sherlock Holmes (ホームズ; Hómuzu; Hepburn: Hōmuzu)
Szinkronhangja: Hirokava Taicsiró  (japán), Larry Moss (angol), Sótonyi Gábor (magyar)
Az eredeti művek főszereplőjéhez hasonlóan egy zseni, számos terület szakértője. Bármilyen helyzetben megőrzi nyugodtságát és logikus gondolkodását. Általában pipával a szájában látható. A lakásán rendetlenség uralkodik, ami rendszeres kémiai kísérletek színhelye. Mint a többi férfi szereplő, Holmes is táplál némi vonzalmat Mrs. Hudson iránt. A sorozatban vörös rókaként ábrázolják.
Dr. John H. Watson (ワトソン; Vatoszon; Hepburn: Watoson)
Szinkronhangja: Tomita Kószei  (japán), Lewis Arquette (angol), Kapácsy Miklós (magyar)
Holmes társa. Képzett orvos, aki röviddel Holmesszal való találkozása előtt tért vissza Angliába. Minden megtesz azért, hogy segítse a mesterkopót munkájában, azonban időnként jelentős nehézségei adódnak mind mentálisan, mind   fizikailag, tekintettel, hogy kissé túlsúlyos. A sorozatban skót terrierként ábrázolják.
Mrs. Hudson (ハドソン夫人; Hadoszon-fudzsin; Hepburn: Hadoson-fujin)
Szinkronhangja: Aszagami Jóko  (japán), Patricia Parris (angol), Mezei Kitty (magyar)
Holmes és Watson háziasszonya. Az eredeti művekkel ellentétben – ahol idős vagy középkorú – a sorozatban 20-as éveiben járó kisasszonyként ábrázolják, aki felkelti a legtöbb férfi szereplő érdeklődését. Keresztnevét is említik: Marie (マリー; Marí; Hepburn: Marī). Elhunyt férje, Jim pilóta volt, így Hudson kapcsolata a repüléssel Holmes hasznára is válik. Gyors és talpraesett, a férfias dolgok sem állnak tőle messze, ha szükséges, egy revolver használatától sem riad vissza. A sorozatban golden retrieverként ábrázolják.
Moriarty professzor (モリアーティ教授; Moriáti-kjódzsu; Hepburn: Moriāti-kyōju)
Szinkronhangja: Ócuka Csikao  (japán), Hamilton Camp (angol), Varga Rókus (magyar)
A sorozat fő negatív szereplője, aki egy kisebb bűnszervezetet működtet, s a legtöbb bűneset mögött áll. Magas intelligenciájú, mindenre elszánt bűnöző, kiváló feltalálóként terveinek megvalósításához steampunk technológiájú találmányait is felhasználja, köztük gőzautóját (ami leginkább egy traktor és egy tank keresztezése), tengeralattjáróját vagy gépmadarát. Moriarty tervei esetenként rendkívül összetettek vagy szokatlanok, melyek megoldása egy kihallgatáson vagy szokatlan események összekapcsolásán múlhat. A sorozatban szürke farkasként ábrázolják.
Smiley (スマイリー; Szumairí; Hepburn: Sumairī)
Szinkronhangja: Szenda Micuo  (japán), Lewis Arquette (angol), Szabó Máté (magyar)
Moriarty egyik csatlósa. Smiley magas, szikár, kissé korlátolt értelmű, de pozitív hozzáállású és Cockney akcentusa van. Mijazaki epizódjaiban borsózöld, a többiben középbarna színű. Mielőtt Moriarty szolgálatába állt volna, George-dzsal/Toddal az első epizódban megjelenő Bengáli Kalózok tagja volt, de a legénység nagy részével együtt elmenekült a letartóztatás elől.
George/Todd (トッド; Toddo)
Szinkronhangja: Maszuoka Hirosi  (japán), Larry Moss (angol), Stern Dániel (magyar)
Moriarty egyik csatlósa. George/Todd alacsony termetű, zömök és negatívan szemléli a dolgokat, elsőként kritizálva Moriarty terveit. A sorozatban következetlenül George és Todd néven is hívják, néha egy epizódon belül is.  Mielőtt Moriarty szolgálatába állt volna, Smiley-val az első epizódban megjelenő Bengáli Kalózok tagja volt, de a legénység nagy részével együtt elmenekült a letartóztatás elől. Ketten Smiley-val a sorozat humorforrásai.
Lestrade felügyelő (レストレード警部; Reszutorédo-keibu; Hepburn: Resutorēdo-keibu)
Szinkronhangja: Iizuka Sózó  (japán), Lewis Arquette (angol), Faragó András (magyar)
A Scotland Yard forrófejű, minden lében kanál felügyelője, aki a lehető legkomolyabban veszi hivatását és rendszeresen kéri Holmes segítségét a bűnesetek felderítésében. Mindent megtesz azért, hogy letartóztassa Moriarty professzort, de próbálkozásai kudarcba fulladnak, a Keystone Copséhoz hasonló, vicces helyzeteket eredményezve. A sorozatban angol buldogként ábrázolják.

## Forgatás
A sorozat a japán Tokyo Movie Shinsha és az olasz RAI televízió együttműködésével készült el. 1981–1982-ben Mijazaki Hajao rendezésében hat epizód készült el (3., 4. 5. és 9., 10. 11. epizód), azonban a Sir Arthur Conan Doyle hagyatéka körüli jogi problémák miatt a gyártást fel kellett függeszteni. Mire a konfliktus megoldódott, Mijazaki már kilépett a TMS-ből és más projektekre összpontosított, ezért Mikurija Kjószuke vette át a rendezői feladatot a további epizódokra. A sorozat vetítése végül 1984-ben kezdődhetett meg. Az 5. és a 9. epizódot (mindkettőt Mijazaki rendezte) egy mozifilmmé is összedolgozták és a Nauszika – A szél harcosai mellett került bemutatásra Meitantei Hómuzu gekidzsóban címmel.

## Epizódok
| # | Epizód címe | Első japán sugárzás | Első magyar sugárzás |
| --- | --- | ------------------- | -------------------- |
| 1. (11.) | Négy név Kare ga uvasza no meitantei (彼がうわさの名探偵; Hepburn: Kare ga uwasa no meitantei)                                                                          | 1984. november 6.   | 2008. augusztus 30.  |
| Sherlock Holmes épp indulni készül vissza Angliába, amikor a hajóját kalózok támadják meg. Kiderül, hogy Lord George, aki szintén a hajón tartózkodik a lányával, fiatal korában kalóz volt és értékes kincseket vett magához, mikor felhagyott a kalózkodással, s most ezeket követelik vissza egykori kalóztársai. Sherlock Holmesra hárul a feladat, hogy megállítsa a kalózokat és megvédje a hajó utasait. | |                     |                      |
| 2. (10.) | Mazzarino diadémja Aku no tenszai Moriarty-kjódzsu (悪の天才モリアーティ教授; Aku no tenszai Moriáti-kjódzsu; Hepburn: Aku no tensai Moriāti kyōju)                     | 1984. november 13.  | 2008. augusztus 31.  |
| Lord Stampton házából ellopnak egy rendkívül értékes diadémot. Lestrade, a Scotland Yard felügyelője a lord fiát, Dudlyt gyanúsítja meg, ártatlanságában azonban az apja és menyasszonya is bízik ezért Sherlock Holmest kérik fel, hogy járjon utána a történteknek. A nyomok Moriarty professzorhoz vezetnek. | |                     |                      |
| 3. (1.) | Az ifjú ügyfél Csiiszana Martha no daidzsigen!? (小さなマーサの大事件！？; Csiiszana Másza no daidzsigen!?; Hepburn: Chiisana Māsa no daijigen!?)                       | 1984. november 20.  | 2008. szeptember 6.  |
| Angliát nagy mennyiségű hamis pénz árasztja el. A pénzhamisítás mögött álló Moriarty túlterheli a sajtológépet, ami felrobban, így a professzornak gépészmérnökre van szüksége a javításhoz. A mérnök csak azzal a feltétellel javítja meg a gépet, ha előtte levelet írhat kislányának. A dolgok előtt addig tétlenül álló Sherlock Holmest rögtön meg is keresi a kislány apja levelével, a levélen hagyott titkos jelzések alapján pedig Holmesék egészen Moriarty üzeméig jutnak.                                   | |                     |                      |
| 4. (5.) | Hudson asszony elrablása Mrs. Hudson hitodzsicsi dzsiken (ミセス・ハドソン人質事件; Miszeszu Hadoszon hitodzsicsi dzsiken; Hepburn: Misesu Hadoson hitojichi jiken)     | 1984. november 27.  | 2008. szeptember 7.  |
| Moriarty ismét ördögi tervet eszel ki: elrabolja Holmes házvezetőnőjét, Hudson asszonyt, majd megzsarolja a detektívet, hogy a túszért cserébe rabolja el neki a Mona Lisát. Moriarty azonban nem számol azzal, hogy Mrs. Hudson még őt is leveszi a lábáról, mialatt Holmes Lestrade felügyelővel együttműködve egy hamis Mona Lisával csapdába csalja. | |                     |                      |
| 5. (2.) | A kék smaragd Aoi kógjoku (青い紅玉; Hepburn: Aoi kōgyoku) | 1984. december 4.   | 2008. szeptember 13. |
| London egén egy furcsa gépmadár tűnik fel. Míg a nép azt figyeli, Moriarty egy értékes kék smaragdot lop el, azonban tőle pedig egy Polly nevű zsebtolvaj kislány veszi magához. A kétségbeesett ékszerész Sherlock Holmestól kér segítséget. Miután Polly Moriarty célpontjává válik, Holmes előtt hamar összeáll a kép. | |                     |                      |
| 6. (8.) | A kis zöld léggömb Midori no fúszen no nazo o toke! (緑の風船の謎をとけ！; Hepburn: Midori no fūsen no nazo o toke!)                                                    | 1984. december 11.  | 2008. szeptember 14. |
| Egy különös zöld léggömb landol Holmes udvarán, rajta segélykérő üzenettel. A detektív megfejti, hogy a léggömb az egyik szigetről érkezett, ahol fogva tartják a feladóját. | |                     |                      |
| 7. (7.) | Az eltűnt szobor Daicuiszeki! Csibikko tantei-dan (大追跡！ちびっこ探偵団; Hepburn: Daitsuiseki! Chibikko tantei-dan)                                                   | 1984. december 18.  | 2008. szeptember 20. |
| Moriarty ellop egy méretes aranyszobrot, majd a közeli kikötőben rejti el. Holmesnak sietnie kell, hogy a bűnözőzseni előtt találja meg, ráadásul a helyi gyerekek Moriarty cinkosának nézik és csapdába ejtik. Azonban miután Holmesék tisztázzák magukat, a gyerekek kiváló segítőtársak lesznek Moriarty üldözésében. | |                     |                      |
| 8. (12.) | Csaló banda Madara no himo (まだらのひも) | 1985. január 8.     | 2008. szeptember 21. |
| Egy fiatal lány néhány év után hazatér Amerikából angliai nagybátyjához, aki azonban nem egészen az az ember, akire emlékezett. Holmes és Watson autója lerobban így kénytelenek megszállni a család villájában, de hamarosan furcsaságokat kezdenek tapasztalni. | |                     |                      |
| 9. (3.) | Kincs a mélyben Kaitei no zaihó (海底の財宝; Hepburn: Kaitei no zaihō)                                                                                                  | 1985. január 15.    | 2008. szeptember 27. |
| A Brit Királyi Haditengerészet Holmest és Watsont kéri egy tengeralattjáró megtalálására, amelyet Moriarty ellopott. | |                     |                      |
| 10. (6.) | Dover sziklái Dover kaikjó no daikúcsúszen! (ドーバー海峡の大空中戦！; Dóbá kaikjó no daikúcsúszen!; Hepburn: Dōbā kaikyō no daikūchūsen!)                              | 1985. január 22.    | 2008. szeptember 28. |
| Moriarty fel akarja számolni az új légiposta szolgálatot, hogy a felvásárolt bélyegeket jó pénzért eladhassa gyűjtőknek. Holmeséknak meg kell akadályozniuk a tervét. | |                     |                      |
| 11. (4.) | Hiányzó fontok Neravareta kjodai csokinbako (ねらわれた巨大貯金箱; Hepburn: Nerawareta kyodai chokinbako)                                                               | 1985. január 29.    | 2008. október 4.     |
| A zsugori Mr. Gilmore hatalmas széfjéből eltűnik húsz aranyfont, ezért Holmest kéri fel, hogy kiderítse, ki lophatta el. Moriarty és bandája eközben alagutat ás a széf alá. | |                     |                      |
| 12. (9.) | Menekülés a viharban Kjódzsu arasi no daisippai!! (教授嵐の大失敗！！; Hepburn: Kyōju arashi no daishippai!!)                                                           | 1985. február 5.    | 2008. október 5.     |
| Nagy mennyiségű pénzt szállítanak az országon át, de a rendőrség egy szabotázs miatt nem tudja biztosítani a szállítmányt, ezért Holmest kérik fel erre a feladatra. | |                     |                      |
| 13. (15.) | Az aranyszállító vagon Kasa ga kieta!? Kjódzsu no daimadzsucu (貨車が消えた！？教授の大魔術; Hepburn: Kasha ga kieta!? Kyōju no daimajutsu)                             | 1985. február 12.   | 2008. október 11.    |
| Egy aranyszállító tehervagon szállítás közben rejtélyes módon eltűnik. Holmesra hárul a feladat, hogy kinyomozza az ügyet, ami mögött feltehetően ismét Moriarty áll. | |                     |                      |
| 14. (14.) | A korall languszták Csinmi! Szango no Lobster (珍味！さんごのロブスター; Csinmi! Szango no Robuszutá; Hepburn: Chinmi! Sango no Robusutā)                               | 1985. február 19.   | 2008. október 12.    |
| Moriarty ellop egy felbecsülhetetlen értékű, gyémántkirakásos korall languszta ékszergyűjteményt, s azokat valódi languszták közé rejtve próbálja elcsempészni. Holmes és Watson ráállnak az ügyre, hogy visszaszerezzék az ékszereket jogos tulajdonosának. | |                     |                      |
| 15. (16.) | Moriarty szobra Mitaka! Pikapika no daidorobó (見たか！ ピカピカの大どろぼう; Hepburn: Mitaka! Pikapika no daidorobō)                                                   | 1985. február 26.   | 2008. október 18.    |
| Egy bank teljes aranykészletét ellopják, az ügyben Lestrade felügyelő kezdi meg a nyomozást. Ezalatt Holmes az újságban Anglia leghíresebb szobrászának elrablását olvassa, s sejti, hogy két ügynek köze van egymáshoz. A nyomok el is vezetnek ahhoz a házhoz, ahol Moriarty a lopott aranyból akarja elkészíttetni a szobrát. | |                     |                      |
| 16. (17.) | A szent kard Madzsó! Holmes szeika sika? (魔城！ホームズ生か死か？; Madzsó! Hómuzu szeika sika?; Hepburn: Majō! Hōmuzu seika shika?)                                    | 1985. március 5.    | 2008. október 19.    |
| Miután egy nagy értékű kard körül betörés nyomait vélik felfedezni, Holmest és Watsont kérik fel a rejtély megoldására egy meghívó formájában. Mint kiderül a kard segítségével egy kincsestérkép hívható elő, s ezt próbálta megszerezni Moriarty, sikertelenül. Holmesnak azonban sikerül megfejtenie a térképet: a kincs a Stonehenge alatt lapul. Hogy útját állják Moriartynak, Holmes és Watson a kincs után ered, nyomukban az elvetemült professzorral, a Stonehengenél pedig találkoznak a szemben álló felek. | |                     |                      |
| 17. (20.) | A Temze szörnye Thames gava no kaibucu (テムズ川の怪物; Temuzu gava no kaibucu; Hepburn: Temuzu gawa no kaibutsu)                                                       | 1985. március 12.   | 2008. október 25.    |
| Rejtélyes vízi szörny támadja meg a Temzén áthaladó hajókat. Holmes biztos abban, hogy szörnyek nem léteznek, így ismét Moriartyt sejti az ügy mögött. | |                     |                      |
| 18. (18.) | A három diák kalandja Ness ko ni csitta dodzsi szakuszen! (ネス湖に散ったドジ作戦！; Neszu ko ni csitta dodzsi szakuszen!; Hepburn: Nesu ko ni chitta doji sakusen!)    | 1985. március 19.   | 2008. október 26.    |
| Moriarty professzor három festőnek tanuló diákot rabol el, Holmes az eltűnt diákok nyomába ered. Ezalatt Lestrade felügyelő ellopott festménymásolatok után nyomoz. Felfedik, hogy Moriarty célja, hogy a diákokkal festményhamisítványokat festessen, majd azokat eredetiként aukción adja el. | |                     |                      |
| 19. (19.) | A Rosette-i kő Szószeki London takogasszen! (漱石・ロンドン凧合戦！; Szószeki Rondon takogasszen!; Hepburn: Sōseki Rondon takogassen!)                                  | 1985. március 26.   | 2008. november 1.    |
| A Rosette-i kő, amelyet számos nemzet követel a magáénak, szó szerint elrepül a British Museumból. Holmesék egy bizonyos Kinoszuke Nacumétól megtudják, hogy már Japánban is volt egy hasonló eset, ahol a tolvajok a szelet használták ki tettük végrehajtásához. | |                     |                      |
| 20. (13.) | Csempészek a léghajón Hikószen sirogane gó o oe! (飛行船しろがね号を追え！; Hepburn: Hikōsen shirogane gō o oe!)                                                        | 1985. április 2.    | 2008. november 2.    |
| Moriarty és bandája egy aranyszállítmányt lop el, de Lestrade felügyelő nyomozása miatt nem tudják kicsempészni Londonból. Holmes eközben egy léghajótársaságnál történt betörés miatt nyomoz. A nyomozó sejti, hogy Moriarty az egyik új léghajót – amely első útjára készül indulni – használhatja fel az arany kicsempészéséhez. | |                     |                      |
| 21. (24.) | A királynő lova Bunbun! Hae va e meka szakuszen (ブンブン！はえはえメカ作戦; Hepburn: Bunbun! Hae wa e meka sakusen)                                                    | 1985. április 9.    | 2008. november 8.    |
| Új tolvaj bukkan fel Londonban, aki még Moriartyt is megelőzi. A tett színhelyén egy legendás tolvajhoz hasonlóan üzenetet hagy, melyben leírja, hogy a következő célpontja a királynő lova. | |                     |                      |
| 22. (25.) | A csodás repülő autó Hacsamecsa hikóki dai Race (ハチャメチャ飛行機大レース; Hacsamecsa hikóki dai Részu; Hepburn: Hachamecha hikōki dai Rēsu)                          | 1985. április 16.   | 2008. november 9.    |
| Moriarty benevez egy repülőversenyre, amelyet csalással kíván megnyerni, többek között az egyik induló motorját is ellopja. Hogy megakadályozzák, Holmes, Watson és Mrs. Hudson is elindulnak a versenyen. | |                     |                      |
| 23. (21.) | A beszélő papagáj Csie kurabe! Ómu tai kjódzsu (知恵くらべ！オウム対教授; Hepburn: Chie kurabe! Ōmu tai kyōju)                                                          | 1985. április 23.   | 2008. november 15.   |
| Moriarty egy vonatról ellop egy beszélő papagájt. Holmes rááll az ügyre, hogy kiderítse, mitől ilyen különleges az a papagáj. Az ügyben egy épp Nagy-Britanniába látogató maharadzsa is érintett. | |                     |                      |
| 24. (23.) | A Big Ben harangja Kike! Moriarty szanka (聞け！モリアーティ讃歌; Kike! Moriáti szanka; Hepburn: Kike! Moriāti sanka)                                                   | 1985. május 7.      | 2008. november 16.   |
| Moriarty egy új, emelő szerű találmánya segítségével ellopja a Big Ben harangját. Hogy megakadályozzák az eladását, Holmes ötletére egy magnetofonról utánozzák a harang hangját, azt a látszatot keltve, hogy még a helyén van. A helyszínen hagyott tejeskannák nyomán Holmes és a Scotland Yard eljut Moriarty megbízójához és az ellopott haranghoz. | |                     |                      |
| 25. (22.) | A francia baba Daikonran! Ningjó szurikae dzsiken (大混乱！人形すりかえ事件; Hepburn: Daikonran! Ningyō surikae jiken)                                                  | 1985. május 14.     | 2008. november 22.   |
| Moriarty ellopja Mária Antónia gyémántbrossát, majd ideiglenes céllal egy kislány babájában rejti el. Mivel véletlenül összekeveredtek az ugyanolyan kinézetű babák, a bross a mit sem sejtő kislánynál marad. Moriarty és bandatagjainak próbálkozásai a visszaszerzésére azonban rendre kudarcba fulladnak, hála a kislány nagy darab dadájának. | |                     |                      |
| 26. (26.) | Az eltűnt menyasszony Szajonara Holmes! Szaigo no dzsiken (さよならホームズ！最後の事件; Szajonara Hómuzu! Szaigo no dzsiken; Hepburn: Sayonara Hōmuzu! Saigo no jiken) | 1985. május 21.     | 2008. november 23.   |
| Egy érdekházasságba kényszerített menyasszony és annak apja eltűnik az esküvő előtt. A vőlegény apja Sherlock Holmest bízza meg az ügy megoldásával. Kiderül, hogy menyasszony egy gyerekkori barátjába, egy indiai hercegbe szerelmes. | |                     |                      |

 megjegyzés Zárójelben a TMS Anime YouTube-csatornája szerinti epizódszám látható.

## Médiamegjelenések
A sorozatot Japánban a Tokuma Japan Communications adta ki VHS-en. 2001. március 23-án jelent meg DVD-n díszdobozos kiadványban a Pioneer LDC-től (Geneon Entertainment). Blu-rayen a Bandai Visual dobta piacra 2014. november 21-én egy négylemezes, csak japán nyelvű kiadványban.
Az Egyesült Államokban először a Just for Kids Home Video/Celebrity Home Entertainment publikált néhány epizódot VHS-en 1989-ben. DVD-n a Pioneer LDC jelentette meg 2002-ben. 2002. február 26. és december 11. között összesen 6 kötetben, avagy „Case File”-ban adták ki és mindegyik lemez kétoldalú volt, az egyik oldalán a japán, a másikon az angol nyelvű változattal. 2014. szeptember 30-án a Discotek Media újból kiadta DVD-n díszdobozban, amely szintén tartalmazta a japán és angol nyelvű változatot egyaránt.
2009. május 19-én a TMS Anime mind a 26 epizód angol nyelvű változatát közzétette a YouTube videómegosztón, az epizódokat azonban nem eredeti vetítési sorrendjük szerint számozták. 2012. március 29-én a Hulu videómegosztóra is felkerültek az epizódok, immár eredeti vetítési sorrendjük szerint.

### Magyarország
Magyarországon az M2 vetítette, először 2008. augusztus 30. és november 23. között. DVD-n a Best Hollywood kezdte meg a sorozat kiadását, 6 DVD-n 18 epizódot jelentetett meg 2009 során. A lemezeken magyar és olasz 2.0-s hangsáv, magyar felirat, ráadás tartalomként pedig ajánlók találhatóak.
| # | Kiadás dátuma     | Epizódok |
| - | ----------------- | -------- |
| 1 | 2009. január 27.  | 1–3.     |
| 2 | 2009. március 31. | 4–6.     |
| 3 | 2009. március 31. | 7–9.     |
| 4 | 2009. július 7.   | 10–12.   |
| 5 | 2009. július 7.   | 13–15.   |
| 6 | 2009. július 14.  | 16–18.   |

## Zene
A sorozat japán változatában egy nyitó- és egy záródal csendül fel. A nyitódal a Szora kara koboreta Story (空からこぼれたStory; Hepburn: Sora kara koboreta Story), a záródal pedig a Thames gava no Dance (テムズ河のDance; Témuzu gava no Dance; Hepburn: Tēmuzu gawa no Dance), mindkettőt a Da Capo páros adja elő. A nemzetközi változat egy témazenét tartalmaz, amely az epizódok elején és végén is hallható. Előadója Joe Farrell (szoprán, tenor- és altszaxofon és furulya) és Milt Jackson (vibrafon).